# Pyura typica
Pyura typica är en sjöpungsart som beskrevs av author unknown. Pyura typica ingår i släktet Pyura och familjen lädermantlade sjöpungar. Inga underarter finns listade i Catalogue of Life.